# Amata sperbius
Amata sperbius là một loài bướm đêm thuộc phân họ Arctiinae, họ Erebidae.